# Ulrich Noack (Eishockeyspieler)
Ulrich Noack (* 2. November 1942 in Görlitz, Deutsches Reich) ist ein ehemaliger deutscher Eishockeyspieler.

## Karriere
Noack nahm mit der Eishockeynationalmannschaft der DDR an der Eishockey-Weltmeisterschaft 1966 teil, wo er mit dem Team die Bronzemedaille errang. Bei den Olympischen Winterspielen 1968 in Grenoble nahm er ebenfalls teil (8. Platz).
Es gibt unterschiedliche Angaben zu seinem Verwandtschaftsgrad zu Rüdiger Noack (älterer Bruder oder nicht verwandt.)